# Músculo pterigoideo lateral
El músculo pterigoideo externo (Pterygoideus lateralis) es un músculo que se encuentra en la fosa pterigomaxilar. Es corto, con forma de cono cuya base (insercion anterior) se corresponde al cráneo  y su vértice (insercion posterior) se encuentra en la articulación temporomandibular (disco de la ATM y condilo mandibular).

## Origen
Este músculo está compuesto por dos fascículos: 
-Haz esfenoidal o superior: Se origina en la parte horizontal o parte cigomática de la cara externa del ala mayor del esfenoides, y, accesoriamente en la cresta infratemporal.
-Haz pterigoídeo o inferior: Su origen se encuentra en la cara externa del ala externa del proceso pterigoides y en la parte más externa del proceso piramidal del palatino.

## Inserción
Ambos haces buscan la articulación temporomandibular, la cual abordan desde medial. El fascículo inferior toma inserción móvil en la fosita pterigoidea ubicada en el cuello del cóndilo de la [mandíbula], mientras que el fascículo superior perfora la cápsula articular insertándose en el disco interarticular.

## Vascularización
Es irrigado por la arteria maxilar interna.

## Inervación
El músculo pterigoideo externo está inervado por el nervio témporobucal, ramo externo del nervio mandibular.

## Función
Es el encargado de la protrusión y los movimientos de lateralidad de la mandíbula.Los dos haces musculares del pterigoideo externo, funcionan de forma independiente el uno del otro. Así el haz superior se contrae cuando hay cierre masticatorio, junto con el músculo temporal cuando se realiza un movimiento lateral, mientras que en el otro lado aparecerá contracción simultánea del vientre inferior. Los desórdenes oclusales afectan su funcionamiento llevándolo a contracturas musculares, o también sacando el cóndilo de la mandíbula de la fosa articular del hueso temporal, ocasionando disfunción temporomandibular. Su desprogramaciôn con placas neuromiorrelajantes puede llevarlo nuevamente a la relaciôn céntrica en la fosa mencionada.

## Relaciones
Hacia afuera con la aponeurosis interpterigoidea.